# Élections législatives nigériennes de 2011
Les élections législatives nigériennes de 2011 ont eu lieu le 31 janvier 2011, en même temps que le premier tour de l'élection présidentielle, afin de renouveler les membres de l'Assemblée nationale du Niger. 

## Contexte
Les élections font partie du processus de transition du pouvoir des militaires aux civils après le coup d'État du 18 février 2010 ayant déposé le président Mamadou Tandja. Elles suivent ainsi le référendum constitutionnel du 31 octobre 2010 ainsi que les élections municipales et régionales du 11 janvier 2011,,.

## Système électoral
Le Niger est doté d'un parlement unicaméral, l'Assemblée nationale composé de 113 sièges pourvus pour des mandats de cinq ans, dont 100 au scrutin proportionnel plurinominal dans huit circonscriptions correspondants aux sept régions du Niger plus la capitale Niamey. Après décompte des voix, les sièges sont répartis sur la base du quotient simple et de la règle du plus fort reste. À ce total s'ajoutent 13 sièges pourvus au scrutin uninominal majoritaire à un tour, dont huit réservés aux minorités nationales et cinq à la diaspora, à raison d'un siège par continent,.

## Déroulement du scrutin
6,7 millions de Nigériens étaient inscrits sur les listes électorales et la participation serait d'environ 50 %. Malgré des problèmes logistiques et des irrégularités mineurs, les élections présidentielle et législatives ont été qualifiées de calmes et de transparentes par les observateurs nigériens et étrangers. Alat Mogasikya, du PNDS, un des partis qui avaient demandé un report du vote, a déclaré que celui-ci s'était globalement bien passé, que les bureaux de vote avaient ouvert plus ou moins à l'heure et qu'il n'y avait pas eu de rapports sur des manques de matériel électoral, comme cela avait été le cas lors des municipales.

## Résultats
Les résultats placent en tête Parti nigérien pour la démocratie et le socialisme de l'opposant historique Mahamadou Issoufou, également arrivé en tête au premier tour de la présidentielle.
Les résultats définitifs de la Cour constitutionnelle, ci-dessous, voient les résultats de la région d'Agadez annulés, pour un total de six sièges. Des élections partielles sont organisées le 15 mai suivant, à l'issue desquelles trois sièges sont remportées par le Parti nigérien pour la démocratie et le socialisme, deux par le Mouvement démocratique nigérien pour une fédération africaine et un par le Mouvement national pour la société du développement
| Parti                    | Parti                                                                            | Voix      | %         | +/-           | Sièges | +/-           |
| ------------------------ | -------------------------------------------------------------------------------- | --------- | --------- | ------------- | ------ | ------------- |
|                          | Parti nigérien pour la démocratie et le socialisme (PNDS-Tarayya)                | 1 066 011 | 33,00     | Nv            | 34     | 34            |
|                          | Mouvement national pour la société du développement (MNSD-Nassara)               | 664 525   | 20,57     | 26.8          | 25     | 51            |
|                          | Mouvement démocratique nigérien pour une fédération africaine (MODEN/FA-Lumana)  | 637 108   | 19,72     | Nv            | 23     | 23            |
|                          | Alliance nigérienne pour la démocratie et le progrès (ANDP-Zaman Lahiya)         | 242 770   | 7,51      | Nv            | 8      | 8             |
|                          | Rassemblement pour la démocratie et le progrès (RDP-Jama'a)                      | 209 622   | 6,49      | 4.0           | 7      | en stagnation |
|                          | Union pour la démocratie et la République (UDR-Tabbat)                           | 175 876   | 5,44      | Nv            | 6      | 6             |
|                          | Convention démocratique et sociale (CDS-Rahama)                                  | 105 828   | 3,28      | Nv            | 3      | 3             |
|                          | Rassemblement social-démocrate (RSD-Gaskiya)                                     | 58 947    | 1,82      | 13,9          | 0      | 15            |
|                          | Union des nigériens indépendants (UNI)                                           | 32 018    | 0,99      | 0,2           | 1      | en stagnation |
|                          | Alliance pour le renouveau démocratique (ARD-Adaltchi Mutuntchi)                 | 14 971    | 0,46      | Nv            | 0      | en stagnation |
|                          | Parti progressiste nigérien-Rassemblement démocratique africain (PPN-RDA)        | 12 549    | 0,39      | Nv            | 0      | en stagnation |
|                          | Parti pour le socialisme et la démocratie au Niger (PSDN-Alheri)                 | 5 319     | 0,16      | 2,1           | 0      | en stagnation |
|                          | Rassemblement des démocrates nigériens pour le changement (RDNC-Bil'Adam)        | 1 334     | 0,04      | Nv            | 0      | en stagnation |
|                          | Rassemblement des candidats indépendants pour un nouveau Niger (RaCIN-Hadin Kay) | 1 039     | 0,03      | Nv            | 0      | en stagnation |
|                          | Parti nigérien du développement (PND Awewaya)                                    | 990       | 0,03      | Nv            | 0      | en stagnation |
|                          | Parti nigérien pour le renforcement de la démocratie (PNRD Alfidjir)             | 404       | 0,01      | en stagnation | 0      | en stagnation |
|                          | Union des socialistes du Niger (UDSN-Talaka)                                     | 375       | 0,01      | Nv            | 0      | en stagnation |
|                          | Congrès national pour le renouveau démocratique (CNRD-Tchigaba)                  | 336       | 0,01      | Nv            | 0      | en stagnation |
|                          | Parti démocratique populaire (PDP-Annour)                                        | 186       | 0,01      | 2,6           | 0      | en stagnation |
|                          | Convention nigérienne pour la République (CONIR-Himma)                           | 56        | 0,00      | Nv            | 0      | en stagnation |
|                          | Indépendants                                                                     | 234       | 0,01      | 9,0           | 0      | 11            |
|                          | Invalidés                                                                        | Invalidés | Invalidés | Invalidés     | 6      | –             |
|                          |                                                                                  |           |           |               |        |               |
| Suffrages exprimés       | Suffrages exprimés                                                               | 3 230 498 | 97,36     |               |        |               |
| Votes blancs et nuls     | Votes blancs et nuls                                                             | 87 437    | 2,64      |               |        |               |
| Total                    | Total                                                                            | 3 317 935 | 100       | –             | 113    | en stagnation |
| Abstentions              | Abstentions                                                                      | 3 422 558 | 50,78     |               |        |               |
| Inscrits / participation | Inscrits / participation                                                         | 6 740 493 | 49,22     |               |        |               |